# ليون زايدل
ليون زايدل (بالألمانية: Leon Seidel)‏ هو ممثل ألماني، ولد في 22 نوفمبر 1996 في ألمانيا.

## أعمال

### أفلام
- (2015) أرض الألغام[3]

## وصلات خارجية
- ليون زايدل على موقع IMDb (الإنجليزية)
- ليون زايدل على موقع أول موفي (الإنجليزية)
- ليون زايدل على موقع ديسكوغز (الإنجليزية)
- ليون زايدل على موقع قاعدة بيانات الفيلم (الإنجليزية)
- ليون زايدل على موقع كينوبويسك (الروسية)